# Isovaleraldehído
El Isovaleraldehído es un  compuesto orgánico, también conocido como 3-metilbutanal, con la fórmula (CH3)2CHCH2CHO. Es un aldehído , un líquido incoloro en condiciones normalizadas de presión y temperatura, y encontrado en concentraciones bajas en muchos tipos de alimentos. Aunque se encuentra en diversas fuentes naturales, es producido comercialmente y se emplea como reactivo para la producción de fármacos y pesticidas.

## Síntesis
Existen diversas estrategias de síntesis industrial del isovaleraldehído:
- Por hidroformilación de isobutileno:

CH3CH3CCH2 + H2 + CO → (CH3)2CHCH2CHO
Se produce 2,2-dimetilpropanal como producto secundario generado.
Otro método de producción consiste en la isomerización de isoprenol utilizando CuO-ZnO como catalizador. También puede utilizarse una mezcla de isoprenol y prenol. Estos precursores se obtienen de la reacción entre isobuteno y formaldehído:
CH2CH3CCH2 + (CH3)2CCH2  → (CH3)2CHCH2CHO
Finalmente, el compuesto se produce en la cerveza por medio de una reacción entre la leucina y las reductonas de la malta.

## Abundancia y usos
El isovaleraldehído es un componente del sabor en muchos tipos diferentes de alimentos. Se describe que tiene un sabor a malta y se ha encontrado en alimentos como la cerveza, el queso, el café, el pollo, el pescado, el chocolate, el aceite de oliva y el té..
El compuesto se utiliza como precursor en la síntesis de varios compuestos. Notablemente, se usa para sintetizar 2,3-dimetil-2-buteno, y luego se convierte en 2,3-dimetilbutano-2,3-diol y metil terbutilcetona, más conocida como pinacolona. La pinacolona se usa en síntesis para una gran gama de pesticidas. Además, varios productos farmacéuticos, como la butizida, se sintetizan a partir de isovaleraldehído y su ácido correspondiente, el ácido isovalérico.